# Samuel Castillejo
Samuel Castillejo Azuaga (ur. 18 stycznia 1995 w Máladze) – hiszpański piłkarz, występujący na pozycji napastnika.

## Kariera
Castillejo jest wychowankiem Málagi CF. W pierwszym zespole zadebiutował 29 sierpnia 2014 roku w przegranym 3:0 spotkaniu z Valencią. Na boisku pojawił się w 57. minucie zmieniając Juanmiego. Pierwszego gola podobnie jak debiut zaliczył w meczu przeciwko Valencii - dokładnie 2 lutego 2015 roku. Jego gol dał Máladze trzy punkty. W całym sezonie 2014/2015 zanotował 34 występów, w których strzelił jedną bramkę. 
1 lipca 2015 roku został oficjalnie nowym zawodnikiem Villarrealu. Kwota transferu wyniosła 8 milionów euro. Debiut w nowym klubie zanotował 23 sierpnia 2015 roku w zremisowanym 1:1 meczu z  Realem Betis. Przebywał na boisku 77 minut. Pierwszego gola dla Villarrealu strzelił 28 lutego 2016 roku w wygranym 3:0 spotkaniu z Levante. Grał w tym klubie do sezonu 2017/2018, który może uznać za najbardziej udany - strzelił 6 bramek w 30 meczach ligowych.
W sierpniu 2018 roku ogłoszono, że Castillejo został nowym zawodnikiem A.C. Milan. Kwota transferu wyniosła około 25 milionów euro. Debiut w nowej lidze zaliczył 31 sierpnia 2018 roku w wygranym 2:1 spotkaniu z AS Romą. Pojawił się na boisku w 81. minucie zmieniając Hakana Çalhanoğlu. Pierwszego gola w barwach Milanu zdobył parę kolejek później w wygranym 4:1 spotkaniu z US Sassuolo. Castillejo podwyższył wynik na 3:0 w 60. minucie.

## Statystyki kariery
| Klub               | Sezon              | Liga               | Liga  | Liga   | Puchar Kraj. | Puchar Kraj. | Puchar Kontynent | Puchar Kontynent | Inne  | Inne   | Ogólnie | Ogólnie |
| Klub               | Sezon              | Rozgrywki          | Mecze | Bramki | Mecze        | Bramki       | Mecze            | Bramki           | Mecze | Bramki | Mecze   | Bramki  |
| ------------------ | ------------------ | ------------------ | ----- | ------ | ------------ | ------------ | ---------------- | ---------------- | ----- | ------ | ------- | ------- |
| Málaga CF          | 2014/2015          | Primera División   | 34    | 1      | 5            | 0            | —                | —                | —     | —      | 39      | 1       |
| Villarreal         | 2015/2016          | Primera División   | 28    | 1      | 4            | 0            | 13               | 1                | —     | —      | 45      | 2       |
| Villarreal         | 2016/2017          | Primera División   | 33    | 2      | 3            | 1            | 8                | 0                | —     | —      | 44      | 3       |
| Villarreal         | 20172018           | Primera División   | 30    | 6      | 3            | 0            | 5                | 0                | —     | —      | 38      | 6       |
| Villarreal         | Ogólnie            | Ogólnie            | 91    | 9      | 10           | 1            | 26               | 1                | 0     | 0      | 127     | 12      |
| A.C. Milan         | 2018/2019          | Serie A            | 31    | 4      | 4            | 0            | 4                | 0                | 1     | 0      | 40      | 4       |
| A.C. Milan         | 2019/2020          | Serie A            | 22    | 2      | 3            | 1            | —                | —                | —     | —      | 25      | 3       |
| A.C. Milan         | 2020/2021          | Serie A            | 28    | 1      | 2            | 0            | 13               | 2                | —     | —      | 43      | 3       |
| A.C. Milan         | 2021/2022          | Serie A            | 5     | 0      | 0            | 0            | 0                | 0                | —     | —      | 5       | 0       |
| A.C. Milan         | Ogólnie            | Ogólnie            | 86    | 7      | 9            | 1            | 17               | 2                | 1     | 0      | 113     | 10      |
| Ogólnie w karierze | Ogólnie w karierze | Ogólnie w karierze | 211   | 17     | 24           | 2            | 43               | 3                | 1     | 0      | 279     | 22      |